# Ânkhésenpépi IV
Pour les articles homonymes, voir Ânkhésenpépi.
Ânkhésenpépi IV est l'épouse de Pépi II. Elle serait la mère de Néferkarê III, roi de la VIIe dynastie,, bien que certains[Qui ?] penchent pour Ânkhésenpépi III.

## Généalogie
Ânkhesenpépi IV porte les titres de « Mère du Roi Ânkh-Djed-Néferkarê » (mwt-niswt-‘nkh-djd-nfr-k3-r’), « Mère du Roi de Haute et Basse-Égypte » (mwt-niswt-biti), « Épouse du Roi » (ḥmt-niswt), « Épouse du Roi sa bien-aimée » (ḥmt-niswt mryt.f), « Épouse du Roi Men-Ânkh-Néferkarê » (ḥmt-niswt-mn-‘nḫ-nfr-k3-r’), « Fille du Dieu » (z3t-nṯr-tw), « Enfant de Ouadjet » (sḏtit-w3ḏt).
Ainsi, ces titres font d'elle l'épouse de Pépi II, Men-Ânkh-Néferkarê étant le nom de la pyramide de ce roi, et la mère de Néferkarê III, Ânkh-Djed-Néferkarê étant le nom de la pyramide (non retrouvée) de ce roi.
Certains font d'Ipout II sa mère sur la base que son sarcophage a été retrouvé dans la pyramide de cette dernière, mais il est probable qu"il ne s'agisse que d'un réenterrement et ne prouve pas de lien entre elles.
Une inscription sur une stèle à Abydos dit qu'elle serait devenue l'épouse d'un prince nommé Iounou.

## Sépulture
Sa pyramide ou son tombeau est inconnu, mais son sarcophage en granit rose a été retrouvé en 1932 dans le temple funéraire de la reine Ipout II, dans un magasin à l'ouest de sa cour à colonnade.
Grâce aux nouvelles techniques, à partir de 1993, les égyptologues Michel Baud et Vassil Dobrev ont enfin réussi à lire les inscriptions sur la dalle en basalte remployée pour le couvercle de son sarcophage, qui relate l'historique inédit de la VIe dynastie, avec notamment Ouserkarê, avec un règne de quatre années.